# Готовальня

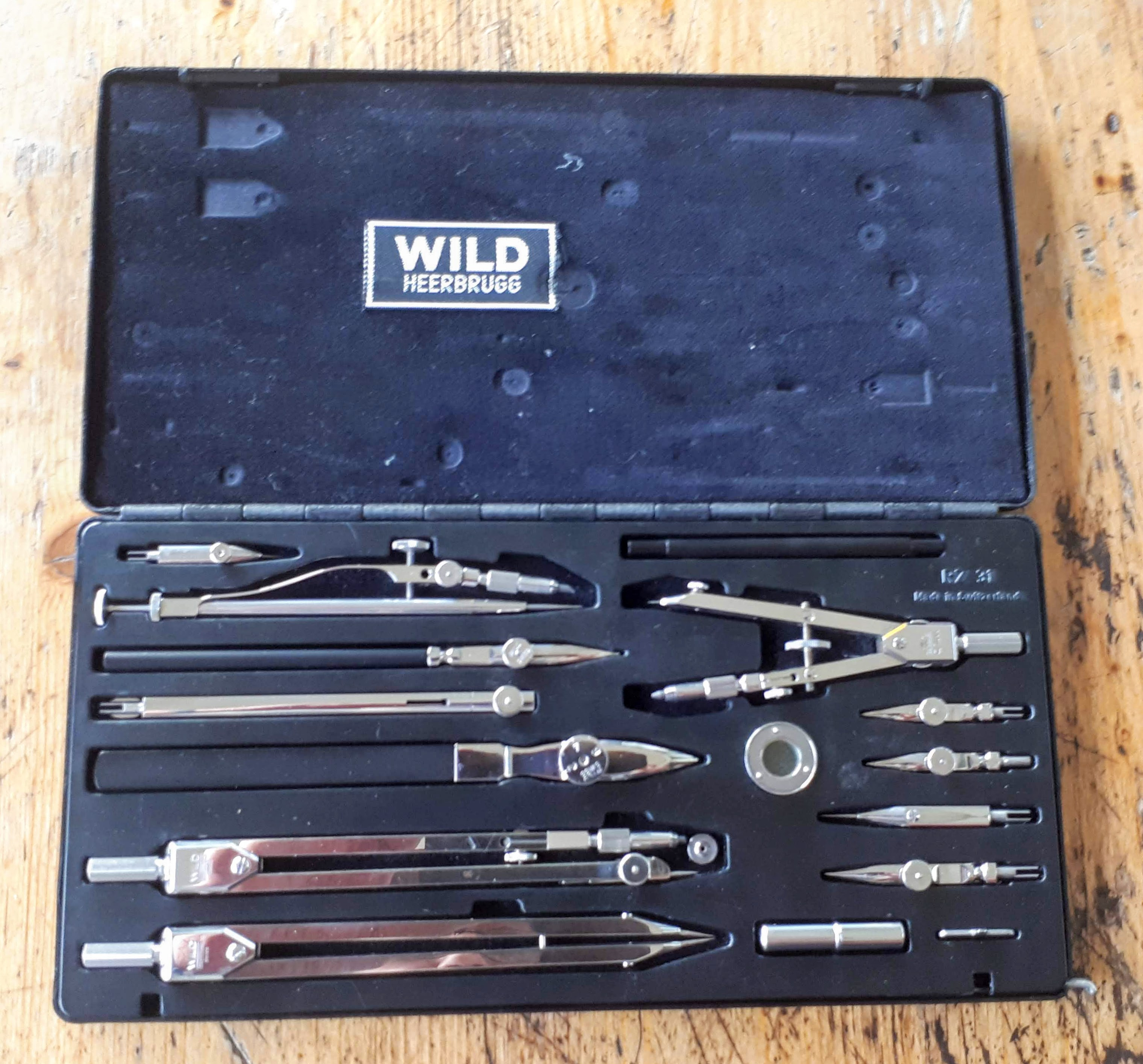

Готовальня — набір креслярських інструментів, укладений в спеціальний футляр. Залежно від призначення готовальні бувають універсальні (тип У), конструкторські (тип КБ і КМ), для копіювальних робіт (тип К) і для шкільних робіт (тип Ш).
У готовальню як правило входять: циркуль, рейсфедер, креслярський кронциркуль, розмічальний кронциркуль, пропорційний циркуль і інші інструменти.